# Ursula Randt
Ursula Randt, geborene Klebe (* 25. Mai 1929 in Hamburg; † 20. Mai 2007 ebenda), war eine deutsche Sprachheilpädagogin und Autorin.

## Leben
Ursula Randt war eine Tochter des jüdischen Arztes Egon Klebe und dessen nichtjüdischer Frau Johanna. Von 1935 bis 1939 besuchte sie eine Volksschule am Voßberg, ab 1940 die Heilwig-Oberschule für Mädchen. Randt, deren Vater 1939 ohne die Familie in die USA emigrieren musste, galt während der Zeit des Nationalsozialismus als „Jüdischer Mischling“. Aus diesem Grund wurde ihr 1944 der Schulbesuch untersagt.
Randt legte das Abitur 1949 an der Heilwig-Oberschule ab und nahm 1950 ein Lehramtsstudium an der Universität Hamburg auf. Nach der ersten Staatsprüfung für Volkslehrer 1953 schloss sie das Studium 1957 mit dem Zweiten Staatsexamen ab. Sie absolvierte eine 1971 abgeschlossene Zusatzausbildung für das Lehramt an Sonderschulen konzentrierte sich auf das Gebiet der Sprachheilpädagogik. Von 1953 bis 1960 unterrichtete Randt an der Volksschule Voßberg. Anschließend pausierte sie aufgrund der Geburt ihrer Söhne und nahm 1968 die Tätigkeit als Lehrerin wieder auf.
Ab 1971 arbeitete sie an der Sprachheilschule in der Karolinenstraße 35. Das Gebäude war bis 1942 Sitz der Mädchenschule der Deutsch-Israelitischen Gemeinde gewesen. 1977 berichtete eine ehemalige Schülerin über die Geschichte der jüdischen Schulen, was Ursula Randts Interesse an der Thematik weckte. 1985 veröffentlichte der Verein für Hamburgische Geschichte Randts Buch Carolinenstraße 35. Geschichte der Mädchenschule der Deutsch-Israelitischen Gemeinde in Hamburg, das in der Öffentlichkeit viel beachtet wurde. Alle im In- und Ausland lebenden jüdischen ehemaligen Bewohner Hamburgs erhielten vom Hamburger Senat ein Exemplar dieser Schrift. Eine weitere Monographie Randts aus dem Jahr 2005 mit dem Titel Die Talmud-Tora-Schule in Hamburg 1805 bis 1942 beschäftigte sich mit der Historie der Talmud-Tora-Schule.
Neben Forschungen zur jüdischen Schulgeschichte interessierte sich Randt für die Schicksale von Personen jüdischen Glaubens während der Zeit des Nationalsozialismus. Sie trug damit entscheidend zur geschichtlichen Aufarbeitung und Erinnerungsarbeit in Hamburg bei. Da sie über weltweite Kontakte zu ehemaligen Hamburgern verfügte und wichtige historische Materialien sammelte, wurde sie von vielen Forschern konsultiert. Sie entwickelte sich zu einer Vertrauensperson für Personen, die aus der Hansestadt vertrieben worden waren.
Ursula Randt verfasste zahlreiche Publikationen und Beiträge für Sammelbände und hielt Vorträge zu Personen und deren Schicksalen. Darüber hinaus engagierte sie sich für Ausstellungen, so für die 1990 im Museum für Hamburgische Geschichte gezeigte Ausstellung Vierhundert Jahre Juden in Hamburg. Entscheidenden Anteil hatte Ursula Randt auch an der Entstehung und Gestaltung einer Gedenk- und Bildungsstätte im Gebäude der Israelitischen Töchterschule, die seit Mai 1989 eine Dauerausstellung mit dem Titel Ehemals in Hamburg zu Hause – Jüdisches Schulleben am Grindel beherbergt.
Ursula Randt starb am 20. Mai 2007, wenige Tage vor Vollendung ihres 78. Lebensjahres. Sie wurde auf dem Friedhof Groß Flottbek im Hamburger Stadtteil Bahrenfeld beigesetzt (Grablage: LQ Reihe 1, Nr. 13).

## Würdigungen
Im April 1989 verlieh der Fachbereich Erziehungswissenschaften der Universität Hamburg Ursula Randt die Ehrendoktorwürde. Der Verein für Hamburgische Geschichte ehrte sie kurz vor ihrem Tod als Zeichen der Würdigung ihrer Lebensleistung mit der Lappenberg-Medaille.